# لیندن (فلوریدا)
لیندن (به انگلیسی: Linden) یک منطقهٔ مسکونی در ایالات متحده آمریکا است که در فلوریدا واقع شده‌است. لیندن ۲۸٫۰۴ متر بالاتر از سطح دریا قرار دارد.